# Craniophora kalgana
Craniophora kalgana là một loài bướm đêm trong họ Noctuidae.